# Seznam kitajskih nogometašev
Seznam kitajskih nogometašev.

## D
- Dong Fangdžuo
- Du Vei (nogometaš)

## H
- Han Peng
- Hao Hajdong
- Hao Džunmin

## L
- Li Džinju
- Li Tje
- Li Veifeng
- Li Šiaopeng (nogometaš)

## M
- Ma Dongbo

## Q
- Ču Bo
- Ču Šengčing

## S
- Sun Džihaj
- Sun Ven (nogometaš)

## Y
- Jang Čen
- Ju Tao

## Z
- Šiaobin Džang
- Fan Džiji